# SWESTR
SWESTR, eller Swedish Krona Short Term Rate, är en referensränta som administreras av Sveriges Riksbank och publiceras varje bankdag. SWESTR är en transaktionsbaserad referensränta som Riksbanken beräknar utifrån transaktioner som genomförs på penningmarknaden från en bankdag till nästa (O/N eller over-night) i svenska kronor.

## Historik
Under den globala finanskrisen 2008-2009 försämrades likviditeten i interbank-lånemarknaden avsevärt vilket bidrog till en osäkerhet huruvida de traditionella IBOR-referensräntorna (t.ex. STIBOR) faktiskt speglade rådande marknadsförhållanden. För att öka förtroendet för referensräntor så beslutade riksbankens direktion i december 2019 att införa SWESTR som en transaktionsbaserad referensränta. Detta ansågs vara samstämmigt med den internationella utvecklingen där flera centralbanker tagit ansvar för att tillhandahålla liknande referensräntor. SWESTR introducerades under en testperiod från den 27 januari 2021 till och med 1 september samma år, och från och med noteringen som publicerades den 2 september 2021 kunde referensräntan börja att användas i finansiella kontrakt.

## Process för publicering[4]
1. Tidigt på morgonen så rapporterar ett antal olika av Riksbankens största och mest aktiva penningpolitiska motparter transaktionsdata som genomförts föregående bankdag.
2. Därefter granskar Riksbanken underlaget för att se till att transaktionerna uppfyller de kriterier som krävs för att SWESTR.
3. Viss databearbetning sker genom att trimma underlaget med 25 %. Detta minskar påverkan från extremvärden.
4. Därefter görs en av tre olika beräkningsmetoder för att få fram ett värde:
  1. Den normala metoden tillämpas om alla robusthetskrav är uppfyllda. SWESTR beräknas som en volymviktad medelvärdesränta baserat på det trimmade underlaget.
  2. En alternativ metod tillämpas om robusthetskraven inte är uppfyllda. SWESTR baseras i detta fall på dagens transaktionsunderlag samt historiska data från de två tidigare bankdagarna.
  3. Vid tekniska problem där dagens transaktioner inte är tillgängliga så beräknas SWESTR enbart utifrån historisk data från de två tidigare bankdagarna.
5. kl 11.00 publiceras sedan SWESTR med tre decimaler samt information om antal transaktioner som ligger till grund för beräkningen, total transaktionsvolym, antal rapportörer, tillämpad beräkningsmetod samt eventuell motivering till varför den normala metoden ej kunnat användas.

## Framtid
Riksbanken har kommunicerat att de anser att marknadsaktörerna i närtid bör sluta att använda Stibor på dess kortaste löptid och istället använda SWESTR. På längre sikt anser de även att användandet av Stibor bör upphöra på samtliga löptider, vilket kan ske på ett ordnat sätt under en mångårig period där Riksbanken är med och aktivt stödjer en sådan övergång.